# Kitimat
|                       | Jan  | Feb   | Mär   | Apr   | Mai  | Jun  | Jul  | Aug  | Sep   | Okt   | Nov   | Dez   |   |         |
| Mittl. Tagesmax. (°C) | −0,4 | 2,4   | 6,4   | 11,1  | 15,7 | 18,6 | 21,2 | 21,2 | 16,9  | 10,1  | 3,8   | 0,7   | ⌀ | 10,7    |
| Mittl. Tagesmin. (°C) | −5,5 | −3,4  | −0,8  | 1,7   | 5,1  | 8,7  | 11,2 | 11,2 | 8     | 4,2   | −0,8  | −3,7  | ⌀ | 3       |
|                       |      |       |       |       |      |      |      |      |       |       |       |       |   |         |
| Niederschlag (mm)     | 284  | 211,7 | 167,4 | 123,3 | 83,4 | 75,5 | 60,4 | 90,5 | 173,2 | 321,1 | 300,2 | 299,9 | Σ | 2.190,6 |

| −5,5 |

| −3,4 |

| −0,8 |

| 1,7 |

| 5,1 |

| 8,7 |

| 11,2 |

| 11,2 |

| 8 |

| 4,2 |

| −0,8 |

| −3,7 |

| −5,5 |

| −3,4 |

| −0,8 |

| 1,7 |

| 5,1 |

| 8,7 |

| 11,2 |

| 11,2 |

| 8 |

| 4,2 |

| −0,8 |

| −3,7 |

Kitimat ist eine Küstenstadt im nordwestlichen British Columbia im Regional District of Kitimat-Stikine. Das Kitimat Valley ist Teil eines der bekanntesten städtischen Bezirke im Nordwesten British Columbias. Die Gemeindefläche umfasst 242,63 km².
Der Kitimat River mündet südlich der Gemeinde in den Kitimat Arm, eine Nebenbucht des Douglas Channel. Der Kitimat Arm ist auch für große Schiffe befahrbar.

## Geschichte
Die Stadt wurde in den 1950er Jahren von der Minengesellschaft Aluminum Company of Canada (Alcan) im Zusammenhang mit dem Bau des Kenney-Staudamms am Nechako geplant und gebaut.
Die Zuerkennung der kommunalen Selbstverwaltung für die Gemeinde erfolgte am 31. März 1953 (incorporated als District Municipality).
Bereits 1908 wurde am südlichen Rand der heutigen Gemeinde eine Internatsschule für die First Nations, die „Kitimaat Indian Residential School“, eröffnet. Ab 1920 wurde, als der Schulbesuch für alle Kinder zwischen 7 und 15 Jahren in ganz Kanada obligatorisch wurde, das System der Residential Schools eingeführt und die Schule in dieses integriert. Die Schule wurde bis zu ihrer Schließung im Jahr 1941 durch die Römisch-katholische Kirche betreut. Allgemein kam es in diesen Schulen zu Tausenden von Übergriffen auf die Schüler und die Schulen hatte eine hohe Sterblichkeitsrate. Für dieses System entschuldigte sich die kanadische Bundesregierung im Jahr 2008.

## Demographie
Der Zensus im Jahre 2011 ergab für die Distriktgemeinde eine Bevölkerungszahl von 8.335 Einwohnern. Die Bevölkerung der Stadt hatte dabei im Vergleich zum Zensus von 2006 um 7,3 % abgenommen, während die Bevölkerung in der gesamten Provinz Britisch Columbia gleichzeitig gegenläufig um 7,0 % anwuchs. Damit setzt sich die rückläufige Bevölkerungsentwicklung seit 1991 fort. Von den damaligen 11.305 Einwohnern verlor die Gemeinde somit mehr als 25 %.

## Wirtschaft
Das Durchschnittseinkommen der Beschäftigten in Kitimat lag im Jahr 2006 bei 33.931 C $ und damit weit über dem Durchschnitt der Provinz British Columbia, wo der Durchschnitt 2006 nur 24.867 C $ betrug.
In Kitimat betreibt Rio Tinto Alcan ein Werk. Im Jahr 2013 produzierten die rund 1200 Mitarbeiter im Werk 171.704 Tonnen Aluminium.

## Verkehr
Der Highway 37 führt in Nord-Süd-Richtung durch die Gemeinde.
Etwa 13 Kilometer nördlich der Gemeinde befindet sich der Flugplatz Kitimat Airport (Transport Canada Identifier: CBW2). Der Flugplatz hat nur eine geschotterte Start- und Landebahn von 914 Meter Länge.
Weiterhin ist die Kleinstadt an das kanadische Eisenbahnnetz angeschlossen. Canadian National Railway betreibt hier eine Station.
Öffentlicher Personennahverkehr wird örtlich mit fünf Linien durch das „Kitimat Transit System“ angeboten, welches von BC Transit in Kooperation betrieben wird. Regional besteht durch das „Skeena Regional Transit System“ eine Verbindung nach Terrace.

## Persönlichkeiten
- Jamie MacDonald (* 1994), Shorttrackerin
- Rod Pelley (* 1984), Eishockeyspieler
- Alison Redford (1965), Politikerin und ehemalige Premierministerin der Provinz Alberta
- Eden Robinson (* 1968), Schriftstellerin